# New Testament and Mythology
New Testament and Mythology: The Problem of Demythologizing the New Testament Message, speso abbreviato come New Testament and Mythology è un saggio fondamentale e controverso di Rudolf Bultmann pubblicato nel 1941. È considerata una delle opere teologiche più importanti del XX secolo.

## Contenuto
L'autore applica il metodo storico-critico ai Vangeli, concludendo che buona parte del contenuto è privo di valore storico e che è impossibile distinguere il Gesù storico dal Cristo della fede a causa di un eccessivo ricorso al mito da parte dei discepoli e della Chiesa primitiva. Propone quindi un programma di demitologizzazione del testo evangelico. A suo parere, i contenuti mitici includono anche la preesistenza di Cristo, l'Incarnazione, i miracoli e la Risurrezione di Gesù.